# Enrique García-Godoy
Enrique García-Godoy  (1886-1947) fue un pintor dominicano nacido en La Vega, República Dominicana. La obra de Godoy abarcó desde retratos, paisajes y desnudos hasta asuntos religiosos, escenas costumbristas y temas históricos. Godoy también fue periodista y escribió artículos de política internacional para varios periódicos, incluido el Listín Diario, uno de los principales del país.

## Biografía
Nacido en 1886, Godoy pertenecía a una familia de alto nivel social e intelectual; su padre Federico García Godoy (1857-1924) fue un prolífico escritor, ampliamente reconocido en el país, con muchas conexiones también en toda América Latina, y su madre fue Rosa Clara Giménez. Desde muy temprana edad, el interés de Godoy por las artes lo llevó a tomar clases de arte en su ciudad natal y participar en su primera exposición en 1907, organizada por el Ateneo Dominicano.
Tenía aproximadamente cuarenta años cuando se mudó a Italia, sirviendo como cónsul dominicano, con sede en Génova, en el período 1924-1930, durante el cual Benito Mussolini gobernó con un régimen fascista. Fue también el primer artista dominicano en formular una teoría estética, sobre la cual se tiene conocimiento; con el título Canon Geométrico, principio estético de la conformación morfológica del cuerpo humano, se trata de un texto escrito entre 1924-1944 y cuyos manuscritos han sido transcritos y conservados por su hija Raquel. Es una obra ilustrada con más de 70 dibujos a color.
Murió en La Vega su ciudad natal el 13 de noviembre de 1947.

## Legado
Luego de su estadía en Italia, regresó a La Vega en 1930, donde establece una escuela de arte y alcanza reconocimiento nacional como artista. Su academia de dibujo y pintura influyó en una generación de pintores naturalistas, que incluye a María Lora de Dalmasí, Bolívar Berrido y su sobrino Darío Suro, entre otros.

## Galería

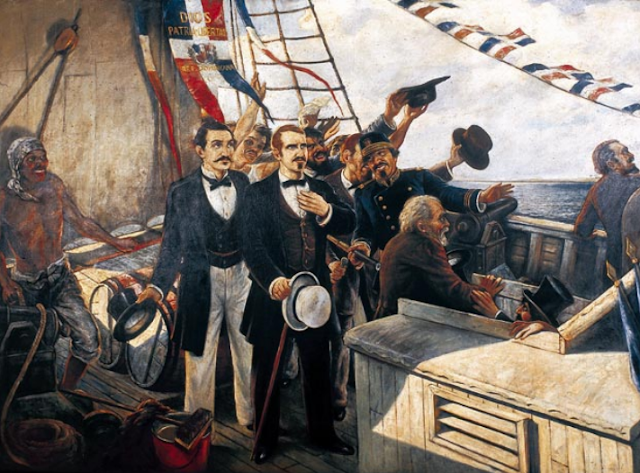
Regreso de Duarte a la Patria Libre